# Susan Moore, Alabama
Susan Moore là một thị trấn thuộc quận Blount, tiểu bang Alabama, Hoa Kỳ. Dân số năm 2009 là 846 người, mật độ đạt 62 người/km².